# Чековце
Чековце (словац. Čekovce, угор. Csákóc) — село, громада в окрузі Крупіна, Банськобистрицький край, центральна Словаччина. Кадастрова площа громади — 15,02 км². Населення — 453 особи (за оцінкою на 31 грудня 2017 р.).
Перша згадка 1391 року.

## Географія
Протікають Бряч і Чековський потік.

## Населення
| Рік:            | 1994. | 2004.    | 2014.   | 2024.   |
| --------------- | ----- | -------- | ------- | ------- |
| Кількість осіб: | 515   | 420      | 455     | 447     |
| Різниця:        |       | -18,44 % | +8,33 % | -1,75 % |

| Рік:            | 2023. | 2024.   |
| --------------- | ----- | ------- |
| Кількість осіб: | 435   | 447     |
| Різниця:        |       | +2,75 % |